# فهرست قنات‌های شهرستان کلات
جدول زیر براساس آمار وزارت جهاد کشاورزی تهیه شده‌است. فهرست زیر قنات‌های شهرستان کلات در استان خراسان رضوی را نشان می‌دهد.
| نام قنات      | موقعیت                 | نزدیک‌ترین روستا | طول قنات (متر) | تعداد میله چاه | عمق مادر چاه | دبی (لیتر بر ثانیه) | سطح زیر کشت (هکتار) |
| ------------- | ---------------------- | --------------- | -------------- | -------------- | ------------ | ------------------- | ------------------- |
| آق سر         | بخش مرکزی شهرستان کلات | اقداش           | ۲۰۰۰           | ۷۰             | ۲۵           | ۰                   | ۰                   |
| باغ چشمه      | بخش مرکزی شهرستان کلات | قلعه زو         | ۴۵۰            | ۱۸             | ۱۲           | ۱                   | ۲                   |
| باغ چشمه بالا | بخش مرکزی شهرستان کلات | قلعه زو         | ۵۰۰            | ۲۵             | ۱۴           | ۳                   | ۵                   |
| ته شوری       | بخش مرکزی شهرستان کلات | ته شوری         | ۴۵۰            | ۲۰             | ۱۲           | ۰                   | ۰                   |
| سنگانه        | بخش مرکزی شهرستان کلات | سنگانه پا’ین    | ۱۵۰۰           | ۶۰             | ۲۲           | ۱۵                  | ۱۰                  |
| سنگانه بالا   | بخش مرکزی شهرستان کلات | سنگانه بالا     | ۹۰۰            | ۴۰             | ۱۰           | ۰                   | ۰                   |
| چنار          | بخش مرکزی شهرستان کلات | چنار            | ۸۰۰            | ۴۸             | ۱۵           | ۱۰                  | ۵                   |